# Kvašov
Kvašov je naseljeno mjesto u okrugu Púchov u Trenčínskom kraju u Slovačkoj.

## Stanovništvo
| Godina:     | 1993. | 2003.   | 2013.   | 2023.   |
| ----------- | ----- | ------- | ------- | ------- |
| Broj ljudi: | 702   | 662     | 666     | 643     |
| Razlika:    |       | -5,69 % | +0,60 % | -3,45 % |

| Godina:     | 2022. | 2023.   |
| ----------- | ----- | ------- |
| Broj ljudi: | 650   | 643     |
| Razlika:    |       | -1,07 % |

Prema podacima o broju stanovnika iz 2023. godine naselje je imalo 643 stanovnika.

## Vanjske poveznice
|  | Zajednički poslužitelj ima još gradiva o temi Kvašov |

- Službena stranica naselja (sl.)